# Karsk (gromada w powiecie nowogardzkim)
Karsk – dawna gromada, czyli najmniejsza jednostka podziału terytorialnego Polskiej Rzeczypospolitej Ludowej w latach 1954–1972.
Gromady, z gromadzkimi radami narodowymi (GRN) jako organami władzy najniższego stopnia na wsi, funkcjonowały od reformy reorganizującej administrację wiejską przeprowadzonej jesienią 1954 do momentu ich zniesienia z dniem 1 stycznia 1973, tym samym wypierając organizację gminną w latach 1954–1972.
Gromadę Karsk z siedzibą GRN w Karsku utworzono – jako jedną z 8759 gromad na obszarze Polski – w powiecie nowogardzkim w woj. szczecińskim na mocy uchwały nr V/48/54 WRN w Szczecinie z dnia 5 października 1954. W skład jednostki weszły obszary dotychczasowych gromad Dąbrowa Nowogardzka i Ogorzele ze zniesionej gminy Dąbrowa Nowogardzka oraz obszar dotychczasowej gromady Karsk ze zniesionej gminy Strzelewo w tymże powiecie. Dla gromady ustalono 10 członków gromadzkiej rady narodowej.
1 stycznia 1962 gromadę zniesiono, a jej obszar włączono do gromad Błotno (miejscowości Ogorzele, Olszyca, Radziszewo, Dąbrowa Nowogardzka i Wierzchęcino), Strzelewo (miejscowości Karsk, Warnkowo i Plewniak) i Wołowiec (miejscowości Miętno i Otręby) w tymże powiecie.